# Susret pučkih pjesnika "Lira naiva"
Susret pučkih pjesnika "Lira naiva" je kulturna manifestacija Hrvata iz "Srijema, Podunavlja, Sombora i Subotice" (referenca: vidjeti u vanjskim poveznicama).

## Povijest
Organiziraju ga Hrvatska čitaonica i Katolički institut za kulturu, povijest i duhovnost Ivan Antunović, obje iz Subotice. Pokretač (2012. i organizatorica) ovih susreta je Katarina Čeliković, kulturna djelatnica Hrvata iz Vojvodine. 2014. organizatori su Hrvatska čitaonica, Bunjevačko-šokačka knjižnica „Ivan Kujundžić“ pri Katoličkom društvu za kulturu, povijest i duhovnost „Ivan Antunović“ Subotica i Hrvatski kulturni centar „Srijem – Hrvatski dom“ – Srijemska Mitrovica.
Da bi mogli sudjelovati, pjesnici trebaju poslati tri do pet neobjavljenih pjesama.
Pjesme moraju biti na hrvatskom jeziku, bilo da je to standarni hrvatski jezik ili ikavica bunjevačkih ili šokačkih Hrvata.

Pored pjesničkog, susret pučkih pjesnika "Lira naiva" ima i duhovni dio programa.
Kroz godine djelovanja, broj sudionika ovih susreta bio je sve veći. Susreti 2012. su bili iskorak, jer su na njima po prvi put sudjelovali i pjesnici iz Republike Hrvatske i Bosne i Hercegovine.

## Mjesta održavanja
1. 28. lipnja 2003.: Subotica, mjesto: HKC Bunjevačko kolo, moto: Pjesnici narodu svome, 15 autora[3]
2. 2004.: Sombor, domaćin: HKUD Vladimir Nazor[4]
3. 25. lipnja 2005.: Golubinci, Tekije, domaćin: HKPD "Tomislav", Golubinci[5]
4. 1. srpnja 2006.: Vajska, domaćin: HKUPD "Dukat" Vajska–Bođani, 41 autor[6]
5. 30. lipnja 2007.: Monoštor, domaćin: KUDH "Bodrog", 50 autora[7]
6. 28. lipnja 2008.: Sonta, domaćin: Kulturno prosvjetna zajednica Hrvata «Šokadija», Sonta, 56 autora[8]
7. 20. lipnja 2009.: Plavna,[9] u holu OŠ Ivo Lola Ribar, 50-ak pjesnika[10]
8. 27. lipnja 2010.: Lemeš, Dom kulture. Domaćin: HBKUD Lemeš.[11]
9. 18. lipnja 2011.: Novi Sad, dvorana Franjevačkog samostana[12]
10. 16. lipnja 2012.: Bereg,[13] (57 sudionika s po dvije pjesme)[1]
11. 25. svibnja 2013.: Subotica, u HKC Bunjevačko kolo (najbrojniji dosad: 64 autora u zborniku, iz Vojvodine, iz Beograda i iz Hrvatske)[14]
12. 1. lipnja 2014. (odgođeno do daljnjeg zbog poplava),[2][15] održano 23. kolovoza 2014.:[16] Srijemska Mitrovica, Hrvatski kulturni centar „Srijem – Hrvatski dom[17]
13. 30. svibnja 2015.: Zemun, u Knjižnici i čitaonici „Ilija Okrugić Sremac“. Knjiga izabranih stihova s Lire naive 2015. naslova je Neuzorane brazde, u izboru pjesnika iz Pečuha Stjepana Blažetina. Domaćin: Zajednica Hrvata Zemuna[18]
14. 28. svibnja 2016.: Žednik,[19] u župnoj dvorani i u Domu MZ Žednik, organizatori su Hrvatska čitaonica i Katoličko društvo "Ivan Antunović" Subotica, pjesme za zbirku "Vapaj duše – Lira naiva 2016." izabrala Željka Zelić[20]
15. 27. svibnja 2017.: Gradište kraj Županje, Hrvatska, u Amfiteatru općine, zbirka izabranih stihova sa susreta u izboru Željke Zelić "Riječi za nebo - Lira naiva 2017." obuhvaća djela 60 pjesnika, organizatori Hrvatska čitaonica i Katoličko društvo "Ivan Antunović" Subotica uz pomoć domaćeg pjesnika Ivice Mijatovića i općine Gradište[21][22]
16. 26. svibnja 2018.: Mala Bosna, u Vjeronaučnoj dvorani župe Presvetog Trojstva, Subotička bb.,[23] Pjesma za zbirku je Nova nada – Lira naiva 2018., izabrala je Ana Gaković.[24] Organizator?
17. 25. svibnja 2019.: Surčin, domaćin Hrvatska čitaonica Fischer . Održana je u surčinskoj crkvi Presvetog Trojstva. Zbirka sa susreta nosi naslov Lipi snovi - Lira naiva 2019.[25]
18. 27. rujna 2020.: Sombor, u prostorima domaćina HKUD Vladimir Nazor u Somboru, Vijenac Radomira Putnika 26. Pjesme su u zbirci Kliktaj nebesa rumenih - Lira naiva 2020.[26]

## Poznate osobe na susretima
- Petko Vojnić Purčar, hrv. književnik
- Ilija Žarković, hrv. književnik i rock-glazbenik
- Jasna Melvinger, hrv. književnica
- Andrija Kopilović, predsjedatelj Instituta
- Željka Zelić,  hrv. književnica
- Marko Kljajić, hrv. pjesnik
- Ljiljana Crnić, hrv. pjesnikinja

## Zbirke stihova sa Susreta
- Cidi se život – Lira naiva 2014.

## Vanjske poveznice
- Hrvatska matica iseljenika[neaktivna poveznica] Lira naiva 2008. u Sonti, 9. srpnja 2008.